# Estrella variable eruptiva

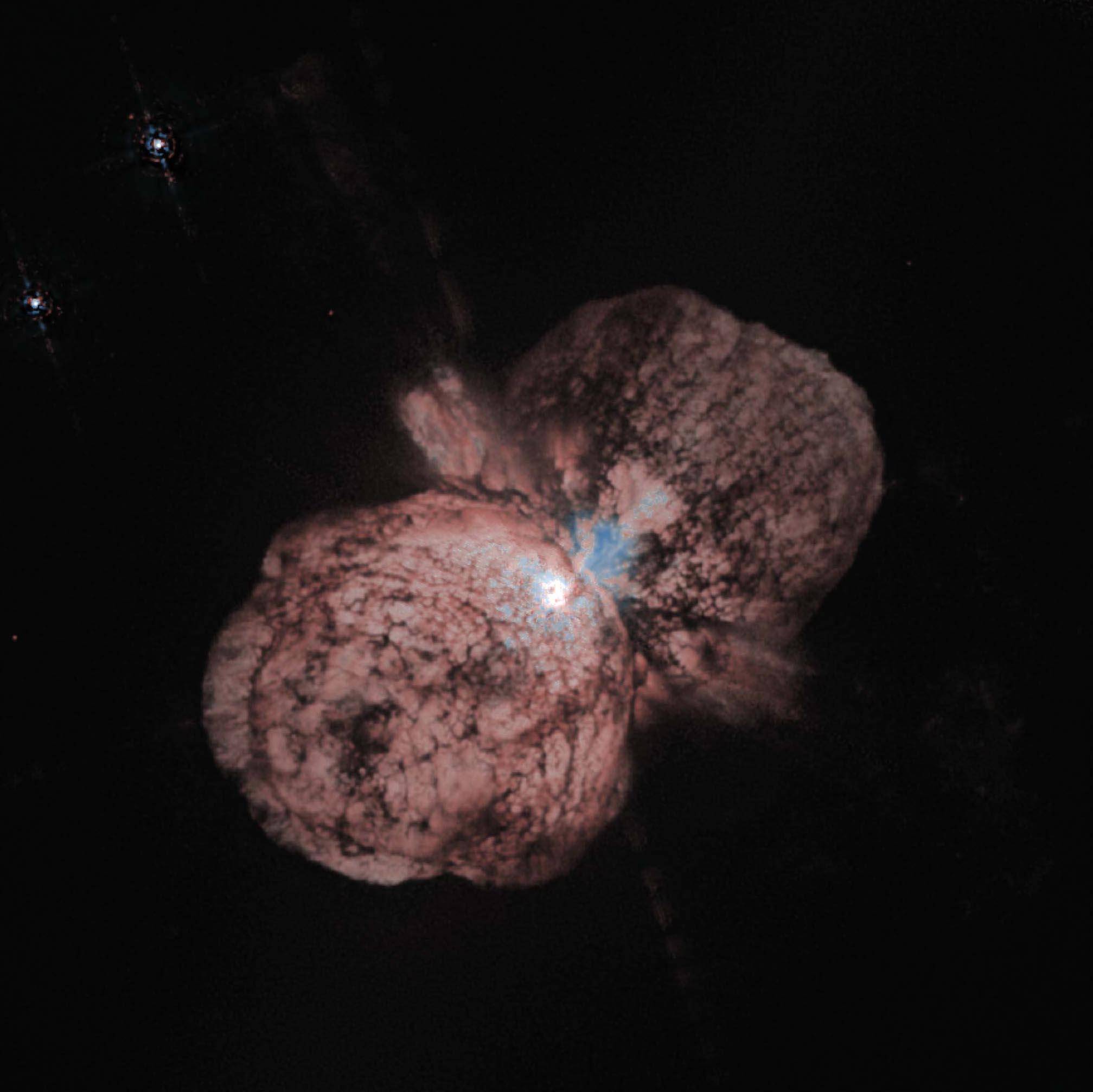
Imagen de una estrella variable eruptiva.

Las estrellas variables eruptivas son una clase de estrellas que incluyen varios tipos de estrellas variables. La luminosidad de las variables eruptivas varía a causa de violentos procesos que tienen lugar en la cromosfera y en la corona estelar. Estas variaciones de luminosidad son causadas por erupciones y en algunos casos —si la erupción es de gran entidad— pueden provocar la expulsión de las capas más externas de la estrella hacia el espacio circundante.
Los diversos tipos de variables eruptivas incluyen:
- Estrellas FU Orionis, siempre envueltas en una nebulosa formada por las continuas erupciones de la estrella.
- Estrellas Herbig Ae/Be, envueltas en nubes de gas y polvo, pudiendo estar rodeadas por un disco circunestelar. R Coronae Australis es una estrella de esta clase.
- Estrellas T Tauri
- Estrellas variables Gamma Cassiopeiae, en donde el material es expulsado debido a la gran velocidad de rotación de la estrella. Tsih (γ Cassiopeiae) es la representante principal de este grupo.
- Estrellas variables R Coronae Borealis
- Estrellas variables RS Canum Venaticorum, estrellas binarias en donde las dos componentes están muy próximas. II Pegasi es una variable de esta clase.
- Estrellas fulgurantes, estrellas de la secuencia principal que despiden llamaradas sufriendo aumentos bruscos e impredecibles en su brillo. Próxima Centauri, la estrella más cercana al sistema solar, es una estrella fulgurante.
- Estrellas de Wolf-Rayet, en donde existe una intensa pérdida de masa estelar asociada a fuertes vientos estelares. Una de las componentes de Regor (γ2 Velorum) es una estrella de estas características.

Este tipo de variables no deben ser confundidas con las variables cataclísmicas.